# Chicco Giuliani
Chicco Giuliani, all'anagrafe Francesco Giuliani (Bologna, 9 dicembre 1973), è un conduttore radiofonico, disc jockey e giornalista italiano.

## Biografia
Esordisce come disc-jockey e conduttore nelle radio locali della sua città, Bologna, ai tempi della scuola, quando frequenta ancora il Liceo Ginnasio Statale Marco Minghetti. Subito dopo la maturità classica, contemporaneamente alla radio e all’Università, fa esperienza nei villaggi turistici come animatore e dj. Dopo la laurea in Giurisprudenza all’Università di Bologna, frequenta uno stage di un anno presso QN-Il Resto del Carlino e poco dopo ottiene la tessera da giornalista pubblicista. Dopo tanti anni di gavetta nelle radio bolognesi, approda a Milano a inizio/metà degli anni 2000 collaborando con emittenti nazionali e super station, per poi cominciare una lunga e proficua collaborazione con San Marino Rtv, radio-tv di Stato della Repubblica di San Marino, dove tra le varie esperienze radiofoniche e televisive, ha anche condotto e realizzato “Radio Tutti”, un programma e un laboratorio radiofonico per ragazzi disabili di tutte le età, da un'idea del direttore Carlo Romeo, in collaborazione con il Servizio Disabilità della Repubblica di San Marino. Fino alla chiamata di Linus, che lo fa esordire a Radio Deejay il 14 gennaio 2017, nella fascia 6-7 del weekend, sabato e domenica. Da giugno 2017 conduce Megajay insieme a Sarah Jane, il sabato e la domenica alle 17 nel pomeriggio di Radio Deejay. Nel mese di agosto 2018, è andato in onda dal summer studio di Riccione e ha collaborato a Deejay On Stage sul palco di Piazzale Roma. Da settembre 2018 conduce “Megajay”, il sabato e la domenica alle 17. Nella stagione 2019/2020 conduce “Nightcall”, il programma della notte di Radio Deejay, dal lunedì al giovedì dall’una alle tre, e il sabato dalle 20 alle 23. Dal 2017 al 2021 ha partecipato a Deejay On Stage, sul palco di Piazzale Roma a Riccione, per cinque estati consecutive nel mese di agosto. Nel settembre 2020 approda a Radio Capital, dove conduce "Le mattine di Radio Capital", dal lunedì al venerdì, dalle 9 alle 12, affiancato da Selvaggia Lucarelli, Daria Bignardi e Benedetta Parodi, dove rimane fino a dicembre. Nel 2021 ritorna a Radio Deejay e dall'11 gennaio, fino a fine 2024, conduce, con la collaborazione di Marco Lomonaco, “Nightcall” dal lunedì al venerdì dalle 24.00 alle 2.00, mentre dal 21 marzo in onda nella stessa fascia oraria, ma dalla domenica al giovedì.

## Altri campi della comunicazione
Come giornalista musicale, ha anche collaborato con carta stampata, magazine specializzati, e uffici stampa. Si è anche occupato di contenuti per il web.

## Programmi
Megajay, Radio Deejay, dal 2017 al 2019.
Nightcall, Radio Deejay, dal 2019 al 2024.
Le mattine di Radio Capital, Radio Capital, da settembre 2020 a dicembre 2020.

## Dj-producer
Come produttore di musica elettronica e house, ha pubblicato brani che si sono frequentemente posizionate nelle classifiche di Beatport. 
I singoli “Around” e “Disco”, entrambi feat. Alex Deb, sono stati pubblicati, rispettivamente, in Amsterdam 2015 e Hed Kandi 2016. I singoli “Disco” e “Better” sono stati presentati come première internazionale sul sito di musica elettronica We Rave You. Come dj da club, ha “suonato” in molti locali di riferimento, soprattutto della Riviera Romagnola e del Nord Italia. Ha partecipato a due edizioni della Molo Street Parade di Rimini (2013 e 2014), condividendo il main stage con artisti come Craig David, Boy George, Junior Jack, e Taboo dei Black Eyed Peas.

## Case discografiche
Hed Kandi, Street King, Sound Division, Virus T Studio.

## Discografia - Singoli e EP
- Re Generate, 2012
- To the music, feat. Alexandra Prince, 2013
- Rise, 2013
- Bollelai, con Filippo Tirincanti[11], 2014
- Don’t clean it up, con Filippo Tirincanti[11], 2014
- Around, feat. Alex Deb[12], 2015
- Disco, feat. Alex Deb[12], 2016
- Better, EP, 2016